# Pietro Bembo
Pietro Bembo (n. 20 mai 1470, Veneția, Republica Veneția – d. 19 ianuarie 1547, Roma, Statele Papale) a fost un om de cultură umanist, literat și cardinal venețian. Promovând creațiile literare ale lui Petrarca și ale lui Boccaccio, a exercitat o influență decisivă în dezvoltarea limbii și literaturii italiene, impunând dialectul toscan ca instrument în creația literară, care a devenit cu timpul limba italiană cultă de astăzi. Ideile sale au contribuit, printre altele, la formarea în secolul al XVI-lea a stilului muzical denumit „madrigal”.

## Biografia
Pietro Bembo s-a născut în anul 1470 la Veneția într-o veche familie de nobili. Tatăl său, Bernardo Bembo, senator al Republicii Venețiene, a ocupat importante funcții publice, fără a neglija pasiunea pentru studiul literaturilor clasice. Pietro crește sub influența tatălui, posesor al unei bogate biblioteci personale. Își însoțește tatăl în diversele sale călătorii, venind astfel în contact cu centrele culturale cele mai importante ale timpului. Între anii 1478 și 1480 se află la Florența, unde - în timpul lui Lorenzo de' Medici "Magnificul" - viața culturală a metropolei toscane trecea printr-o perioadă înfloritoare. Aici Pietro Bembo învață să aprecieze dialectul toscan, pe care îl va cultiva tot restul vieții. Zece ani mai târziu, se găsește la Ferrara (1497-1499), la curtea principelui d'Este, devenită un important centru literar și muzical. Aici îl întâlnește pe Ludovico Ariosto, cu care inițiază o primă lucrare, "Gli Asolani", un dialog asupra iubirii, imaginat în localitatea Asolo, la curtea Caterinei Cornaro, lucrare care va apare în 1505. După această primă perioadă de pregătire, pleacă la Messina, unde timp de doi ani studiază limba greacă la faimoasa școală a lui Constantin Lascaris, după care își ia doctoratul în litere la Universitatea din Padova.
Reîntors la Veneția, ia parte la activitatea literară susținută de Aldo Manunzio în cadrul tipografiei sale și editează în 1501-1502 împreună cu acesta "Le Canzoniere" ale lui Petrarca și "Le Terze Rime" ale lui Dante, un prim pas în promovarea ca limbă literară a idiomului numite "il volgare" (limba vorbită de majoritatea populației în diversele regiuni ale peninsulei italice și care făcea trecerea de la latina vulgară spre viitoarea limbă italiană). Pentru prima dată doi autori de opere în "volgare" devin obiect de studii filologice, până atunci rezervate exclusiv autorilor clasici ai antichității. Se întoarce la Ferrara în anul 1502, unde o cunoaște pe Lucrezia Borgia, soția lui Alfonso d'Este, care îi devine amantă. Părăsește Ferrara în 1505, când jumătate din populația orașului este decimată de o epidemie de ciumă. Între 1506 și 1512 trăiește la Urbino, unde începe să lucreze la opera sa majoră "Prose nelle quali si ragiona della volgar lingua", publicată mai târziu, în anul 1525.
În anul 1513 îl însoțește la Roma pe Giulio de' Medici, viitorul papă Clement al VII-lea. La Roma, papa Leon al X-lea l-a numit secretar particular. În această perioadă (cca. 1512) are loc - într-un schimb de epistole, "De Imitatione" - celebra lui polemică cu Giovan Francesco Pico della Mirandola, nepotul cunoscutului umanist Giovanni Pico della Mirandola, în problema imitării scriitorilor clasici.
În anul 1521 se mută la Padova, unde locuia amanta sa, Faustina Morosina della Torre, de la care a avut trei copii, dar cu care nu s-a căsătorit pentru a nu-și periclita cariera sa bisericească. În 1529 se întoarce în orașul său natal, Veneția, unde i se încredințează funcțiiile de bibliotecar al Bibliotecii Marciana și de istoriograf oficial al Republicii, pentru a continua "Storia Veneziana del Sabellico", în locul lui Andrea Navagero, mort în 1529. Pietro Bembo relatează evenimentele petrecute în anii 1487-1513 în "Rerum veneticarum libri XII", la început în limba latină, tradusă apoi în italiană.
Papa Paul al III-lea l-a numit cardinal în anul 1539, ocazie cu care a primit și episcopatele din Gubbio și Bergamo. Se stabilește definitiv la Roma, dedicându-se teologiei și istoriei clasice. A murit la 18 ianuarie 1547, în vârstă de 77 de ani. A fost înmormântat în biserica Santa Maria sopra Minerva.

## Opera

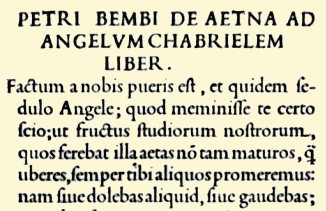
Pietro Bembo: De Aetna, Venice, Aldus Manutius, 1496 - tipărit cu caractere tipografice "Bembo"

Ca scriitor, Pietro Bembo a fost unul dintre cei mai eminenți reprezentanți ai curentului denumit "ciceronian", grup care susținea restaurarea unui stil inspirat din clasicii romani. În epistola "De Imitatione" (1512), Bembo propune ca modele principale pe scriitorii de limbă latină (unii transpuși și în "volgare"), Cicero pentru proză și Virgiliu pentru poezie, împotriva eclectismului lui Giovan Francesco Pico, care apăra idea imitării mai multor modele, preluând teoria denumită docta varietas pe care Agnolo Poliziano o susținuse în polemica cu Paolo Cortesi.
În același timp a fost inițiatorul petrarchismului pentru literatura în limba italiană, propunând stilul poetului florentin ca exemplu de perfecțiune lirică. Cât privește proza, Bembo îl preferă pe Boccacio.
Într-una din primele sale lucrări, "De Aetna", tipărită în 1496 de tipograful și editorul Aldo Manuzio, se folosește pentru prima dată caracterul tipografic denumit mai târziu "Bembo", care a devenit un caracter tipografic standard până în zilele noastre. Aldo Manuzio a introdus în tipărituri și caracterul ce poartă numele său, aldinele.
Între anii 1497 și 1498, Pietro Bembo lucrează la "Gli Asolani", un tratat în trei cărți, în formă de dialog, asupra iubirii, care va fi publicat în 1505 cu o dedicație pentru Lucrezia Borgia. Dialogul are loc pe o durată de trei zile consecutive în Castello di Asolo, în apropiere de Treviso, aparținând Caterinei Comaro. Interlocutorii sunt trei tineri nobili venețieni și trei tinere doamne, de asemeni din societatea nobiliară. În prima zi se discută problema, dacă iubirea este un lucru bun sau unul rău. Afirmațiilor pesimiste făcute de Perrottino urmează, în ziua următoare, replica lui Gismondo, care exaltă amorul fizic, ca sursă de plăcere și bucurie. În a treia zi, intervine Caterina Comaro, care susține opinia lui Lavinello, conform căreia doar iubirea spirituală, platonică, care se desăvârșește în contemplarea ființei iubite, poate fi considerată un lucru bun, identificat cu devotamentul și adorația lui Dumnezeu.
Ciclul de poezii "Rime", publicate în 1530, oferă un exemplu tipic de petrarchism, în tentativa de a repeta în mod fidel stilul esențial din sonetele lui Petrarca.
Convigerile teoretice ale lui Pietro Bembo sunt expuse în "Prose della volgar lingua", un tratat compus din trei cărți în formă de dialog, la care participă Carlo Bembo, fratele lui Pietro, Giuliano Medici, Ercole Strozzi și Federico Fragoso. Strozzi își exprimă disprețul față de limba vorbită, il volgare, considerându-o primitivă și grosolană, fapt care provoacă o reacție promptă a lui Carlo Bempo, exponentul propriilor teorii ale lui Pietro Bembo în cursul acestor discuții. Nu se poate afirma lipsa unei tradiții literare a limbii populare "vulgare" (lat.: vulgus = popor), dimpotrivă, în dialectul toscan s-au scris opere valoroase începând cu secolul al XIV-lea, dialect care trebuie adoptat de toți aceia care doresc să fie citiți și înțeleși în întraga peninsulă italică. Superioritatea limbii toscane literare este confirmată de operele lui Petrarca și Boccaccio, prin care limba italiană a atins o perfecțiune maximă. În ultima parte a lucrării sunt fixate regulile gramaticale ale limbii italiene literare. Această operă a lui Pietro Bembo reprezintă "manifestul" fundamental al clasicismului secolului al XVI-lea, sinteză între teorie stilistică, critică literară și gramatică.

### Opere publicate

Sogno, 1492-1494

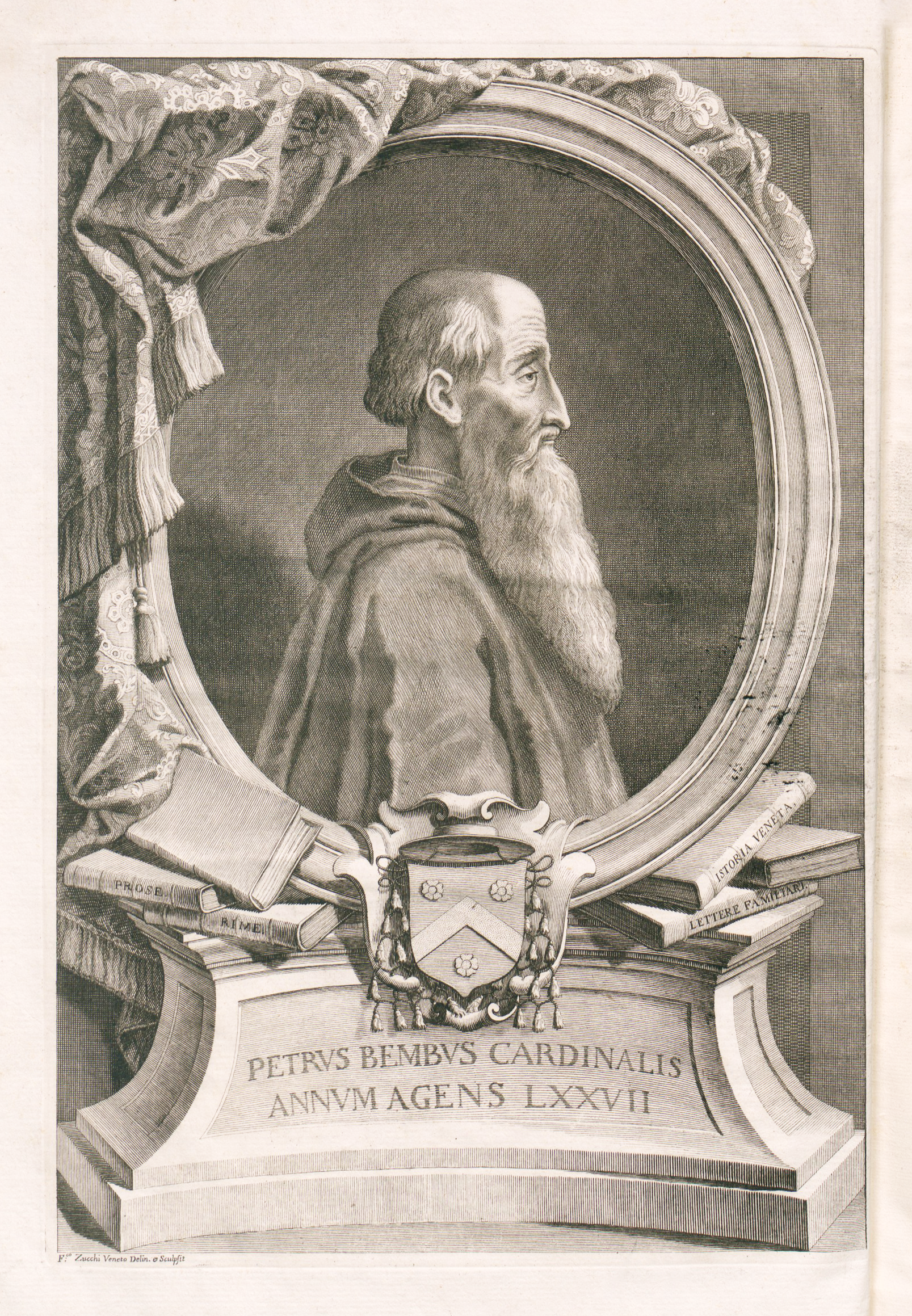
Pietro Bembo, Historia Veneta, 1729

#### În limba latină
- De Aetna (Veneția, 1496)
- Epistolae - Leonis X. nomine scriptae (16 volume, Veneția, 1535)
- Epistolae - Familiares (6 volume, Veneția, 1535)
- Rerum veneticarum libri XII (Istoria Republicii Veneția 1487-1513, apărută la Veneția în 1551)
- Carmina (Poezii, Veneția, 1533)

#### În limba italiană
- Gli Asolani (Veneția, 1505)
- Prose nelle quali si ragiona della volgar lingua (Veneția, 1525)
- Rime (Veneția, 1530)
- Lettere volgari (5 volume, Verona, 1545)